# Relations entre la France et le Japon au XIXe siècle
Vous lisez un « bon article » labellisé en 2012.
Pour un article plus général, voir Relations entre la France et le Japon.

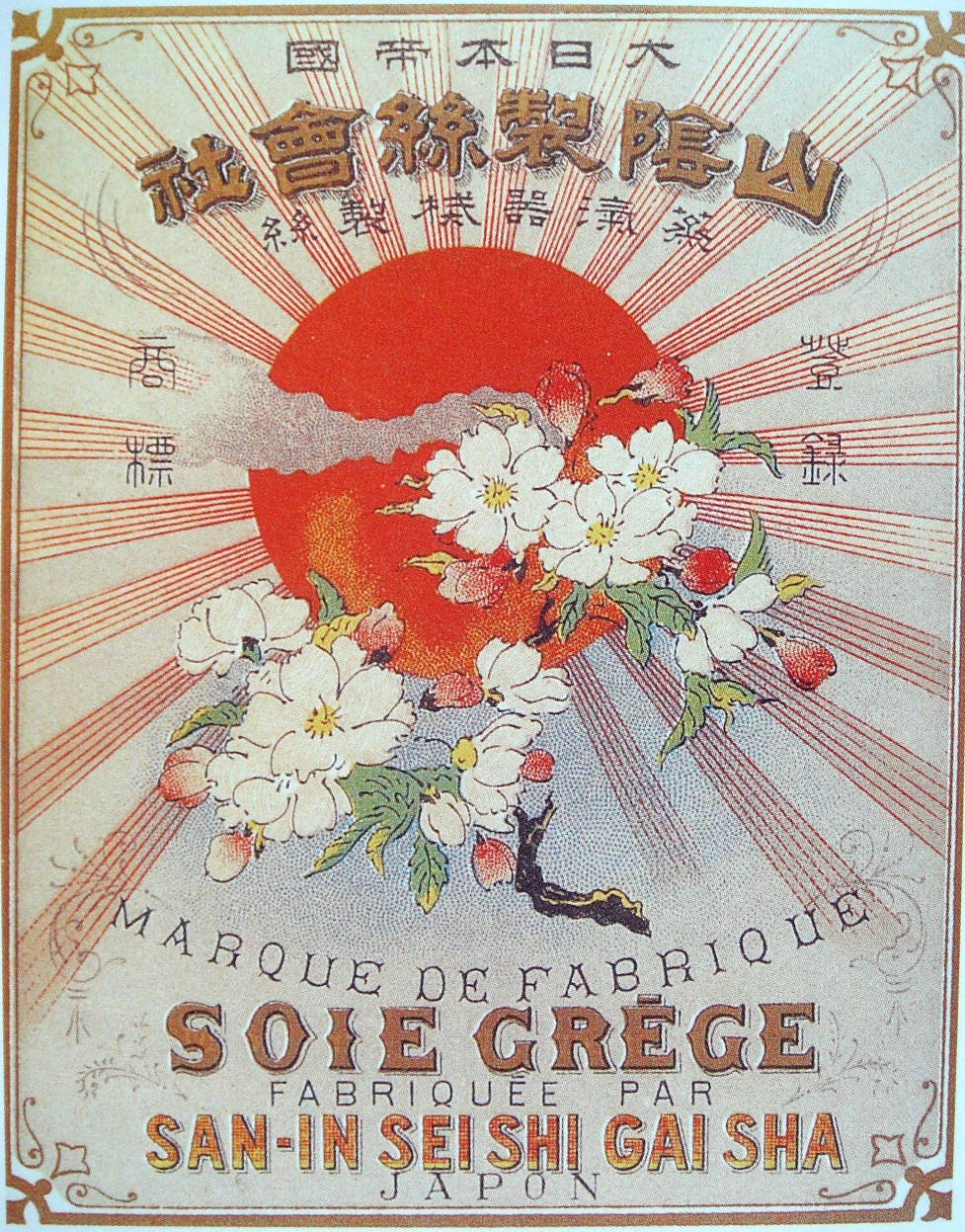
Étiquette de paquet de soie grège, en japonais et en français.

Les relations entre la France et le Japon au XIXe siècle coïncident avec l'ouverture du Japon au monde occidental, après deux siècles d'isolement sous la politique du sakoku et la politique expansionniste de la France en Asie. Cet article présente le développement historique des relations entre deux nations souveraines situées aux antipodes l'une de l'autre et qui ne connaissent quasi rien l'une de l'autre. La mise en place des différentes strates sociales dont est constitué le tissu relationnel entre ces deux nations s'organise selon le processus suivant : le religieux d'abord, puis l'économique suivi du militaire et enfin le culturel.
Cette relation bi-nationale s'établit dans un contexte historique expansionniste qui voit les puissances occidentales rivaliser entre elles pour s'approprier des marchés pour leurs produits industriels. Il est à cet égard intéressant d’observer comment tant la France que la Grande-Bretagne, l'Allemagne ou les États-Unis, en militarisant le Japon sans apparemment s'inquiéter des conséquences à long terme de leurs politiques, mettent en place les conditions de leurs propres pertes à partir des années 1930. La France, par l'envoi de sa mission militaire française au Japon (1918-1919) est la première à former ce pays aux nouvelles techniques de la guerre, aérienne à présent, à peine plus de 20 ans avant l'attaque de Pearl Harbor.
Les deux pays deviennent des partenaires très importants à partir de la seconde moitié du XIXe siècle dans les domaines militaires, économiques, juridiques et artistiques. Le shogunat Tokugawa modernise son armée grâce à l'aide des missions militaires françaises (Jules Brunet), et le Japon s'adosse plus tard à la France pour plusieurs aspects de sa modernisation, en particulier le développement d'une industrie de construction navale durant les premières années de la marine impériale japonaise (aidé par l'ingénieur Émile Bertin), et le développement d'un code juridique. La France tire également une partie de son inspiration artistique moderne de l'art japonais, essentiellement le japonisme, qui influence l'impressionnisme.

## Premiers contacts

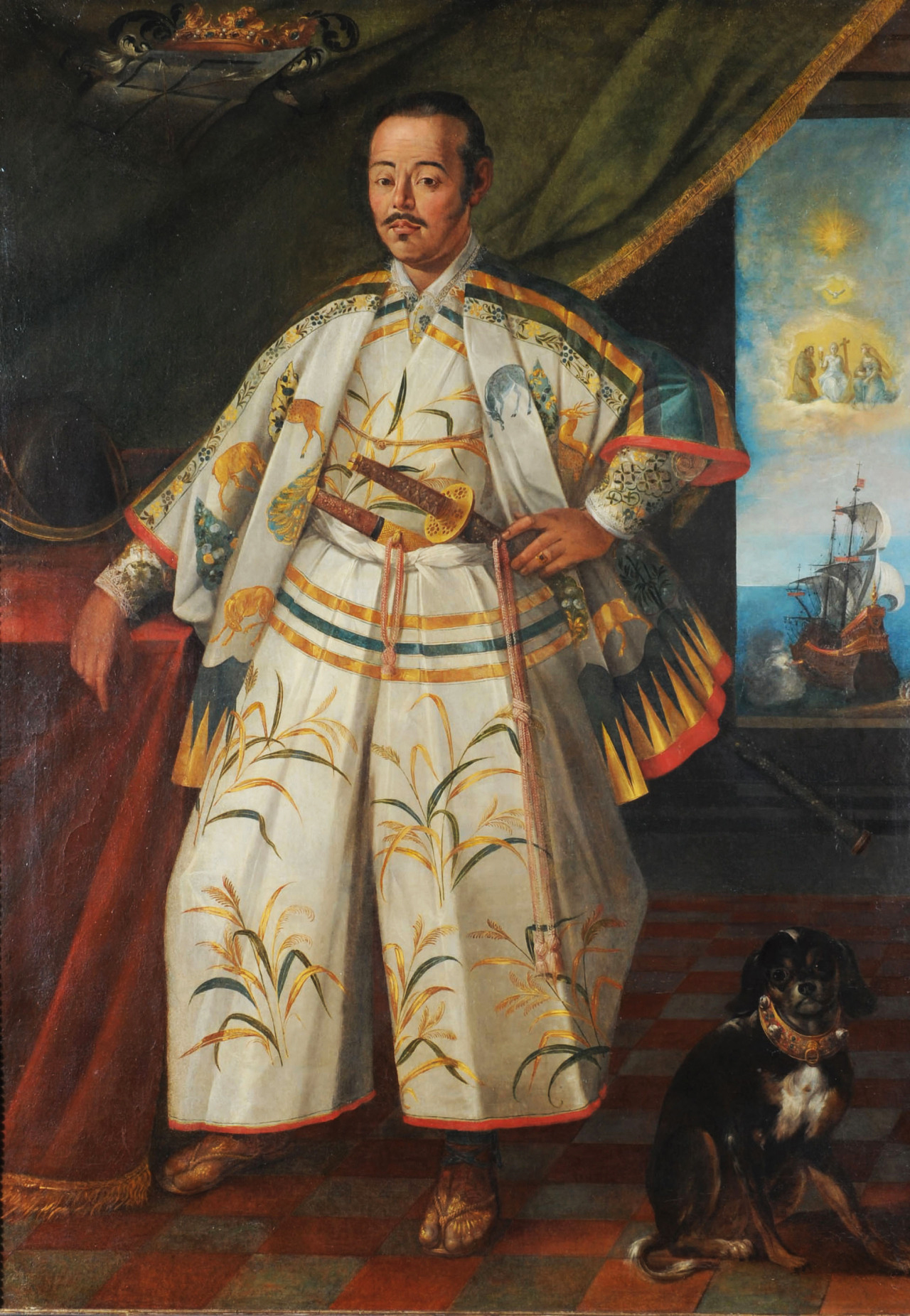
Hasekura Tsunenaga amorce les relations entre la France et le Japon en 1615.

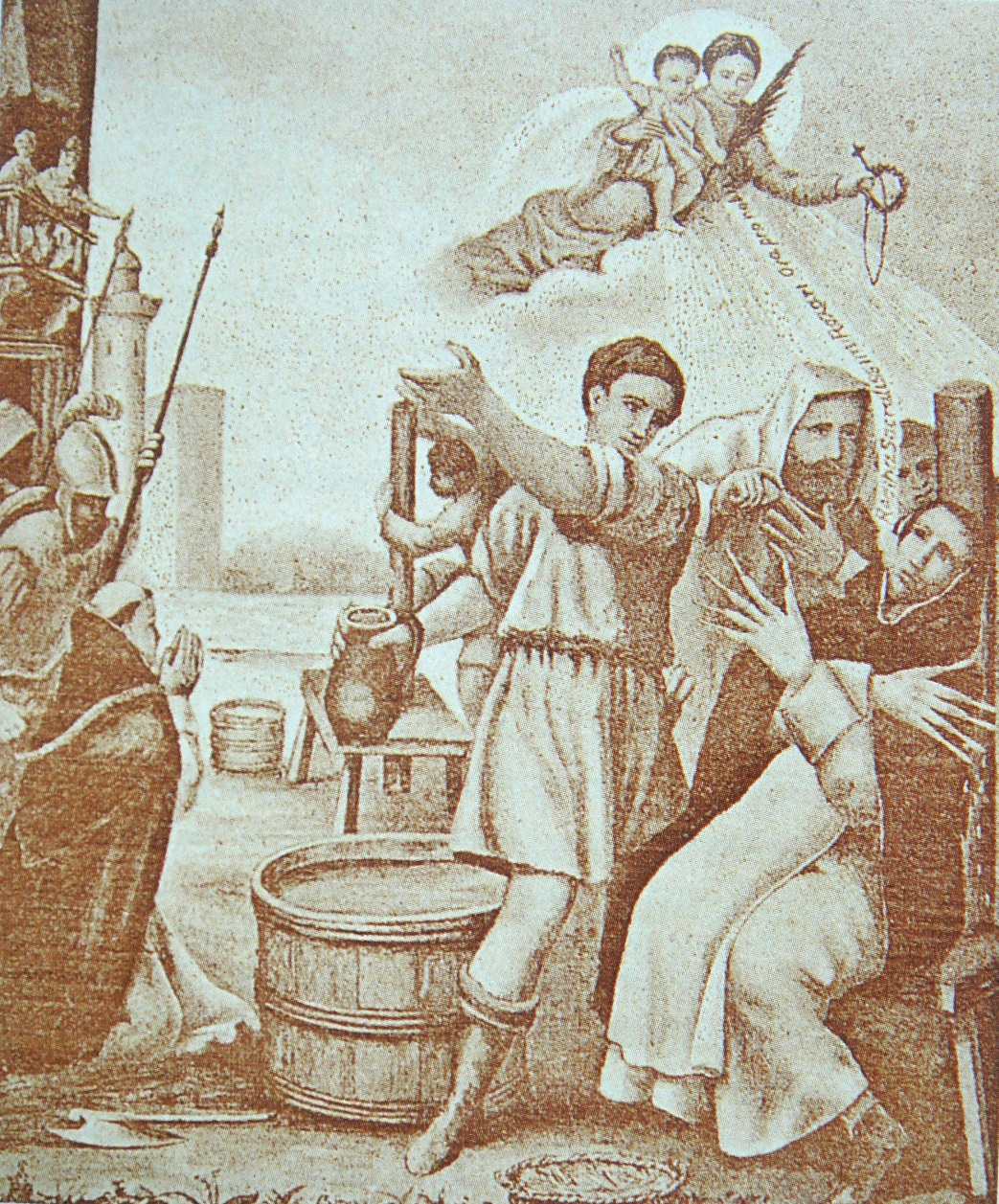
Martyre du dominicain français Guillaume Courtet, à Nagasaki, 1637, gravure de 1650.

Le Japon a de nombreux contacts avec l'Occident durant l'époque du commerce Nanban dans la seconde moitié du XVIe siècle et au début du XVIIe siècle. Pendant cette période, les premiers contacts entre les Français et les Japonais ont lieu avec l'arrivée du samouraï Hasekura Tsunenaga dans la ville méridionale de Saint-Tropez en 1615,. François Caron, fils d'un huguenot français réfugié aux Pays-Bas, employé par la Compagnie néerlandaise des Indes orientales, est la première personne d'origine française connue à mettre le pied au Japon en 1619. Il y reste 20 ans et devient le directeur de la compagnie.
Cette période de contact prend fin avec la persécution des chrétiens au Japon qui conduit à une fermeture presque totale du pays aux interactions étrangères. En 1636, Guillaume Courtet, un prêtre dominicain français, entre clandestinement dans l'archipel, malgré l'interdiction en 1613 du christianisme. Il est pris, torturé et meurt à Nagasaki le 29 septembre 1637,.

## Diffusion de l'enseignement français au Japon
Au cours de sa période d'isolement (sakoku), le Japon acquiert une énorme quantité de connaissances scientifiques de l'Occident, au moyen du processus de rangaku, au XVIIIe siècle et surtout au XIXe siècle. De façon générale, ce sont les commerçants hollandais du quartier de Dejima à Nagasaki qui apportent certains des derniers livres sur les sciences occidentales, lesquels sont ensuite analysés et traduits par les Japonais. Le Japon commence très tôt son industrialisation par ce moyen. Les connaissances scientifiques françaises sont transmises de cette façon à l'archipel.
Le premier vol d'une montgolfière par les frères Montgolfier en France en 1783 est rapporté moins de quatre ans plus tard par les Hollandais de Dejima, et publié en 1787 dans les « Dires des Néerlandais ». La nouvelle technique est démontrée en 1805, presque vingt ans plus tard, lorsque le Suisse Johann Caspar Horner et le Prussien Georg Heinrich von Langsdorff, deux savants de la mission Krusenstern qui a également amené Nikolaï Rezanov, l'ambassadeur de Russie au Japon, fabriquent un ballon à air chaud en papier japonais (washi), et font une démonstration devant environ 30 délégués japonais,. Les ballons à air chaud demeurent principalement des curiosités faisant l'objet de nombreuses expériences et de représentations populaires jusqu'au développement des usages militaires au début de l'ère Meiji.

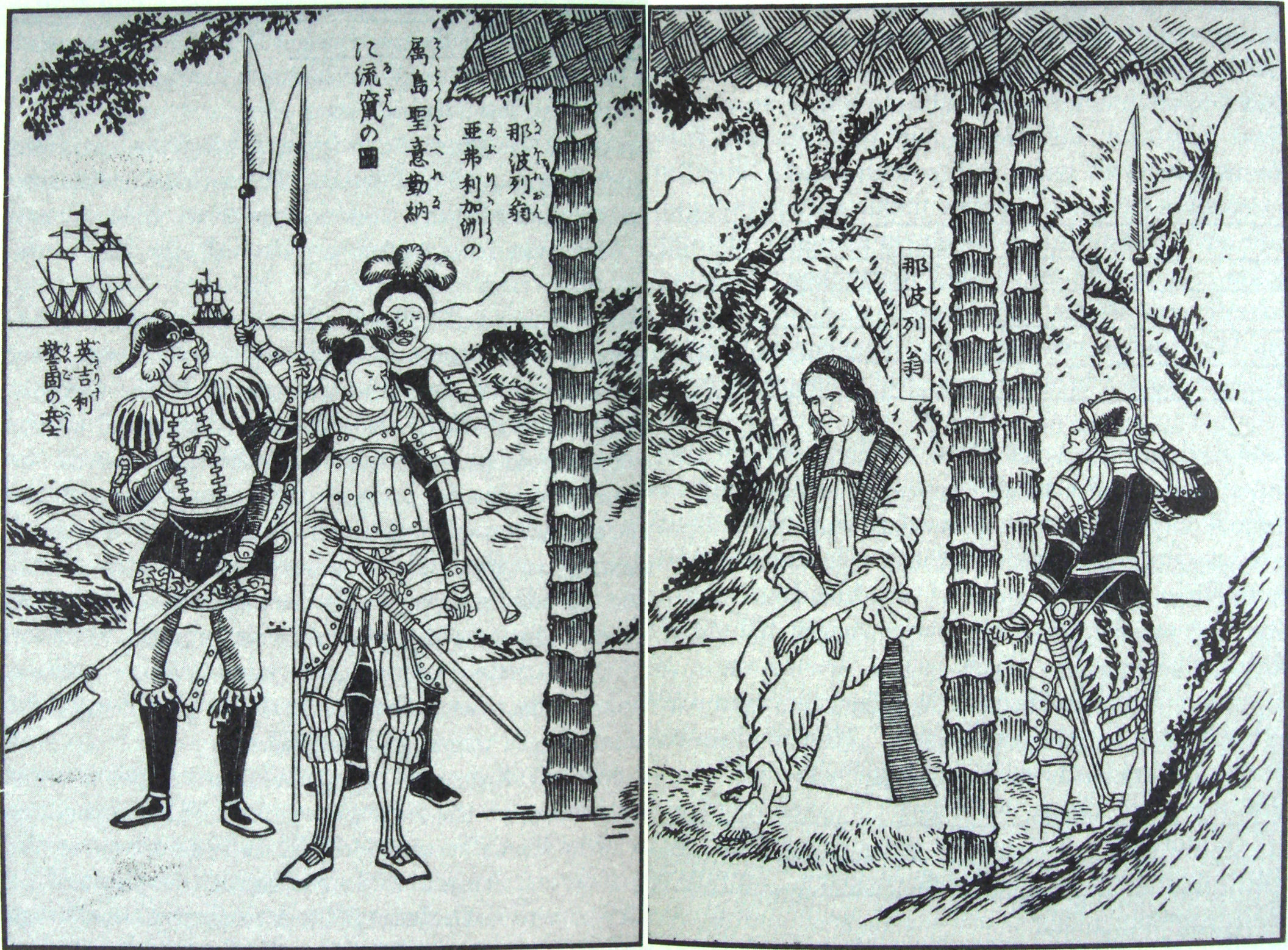
L'emprisonnement de Napoléon Ier à Sainte-Hélène, raconté et illustré dans un livre japonais contemporain (1815–1820).

Les événements historiques, tels que la vie de Napoléon Ier, sont relayés par les Hollandais et publiés dans des livres contemporains japonais. Curieusement, certains faits historiques sont présentés de façon exacte (l'emprisonnement de Napoléon « dans l'île africaine de Sainte-Hélène »), tandis que d'autres le sont de façon erronée (par exemple, la représentation anachronique des gardes britanniques portant cuirasses et armes du XVIe siècle).
En 1840, le savant Rangaku Udagawa Yōan rapporte pour la première fois en détail les résultats et les théories de Lavoisier au Japon. Par la suite, Udagawa fait également de nombreuses expériences et créé de nouveaux termes scientifiques, qui sont encore en usage courant dans le japonais scientifique moderne, comme « oxydation » (酸化, sanka), « réduction » (還元, kangen), « saturation » (飽和, hōwa) et « élément » (元素, genso).
Le savant Rangaku Takeda Ayasaburō construit les forteresses de Goryōkaku et Benten Daiba entre 1854 et 1866, en utilisant des livres néerlandais sur l'architecture militaire décrivant les fortifications de l'architecte Vauban.
L'éducation en langue française débute en 1808 à Nagasaki, lorsque le Hollandais Hendrik Doeff commence à enseigner le français aux interprètes japonais. La nécessité d'apprendre le français est identifiée lorsque des lettres de menaces sont envoyées dans cette langue par le gouvernement russe.

## Premiers contacts de l'époque contemporaine (1844–1864)

### Premiers contacts avec Okinawa (1844)

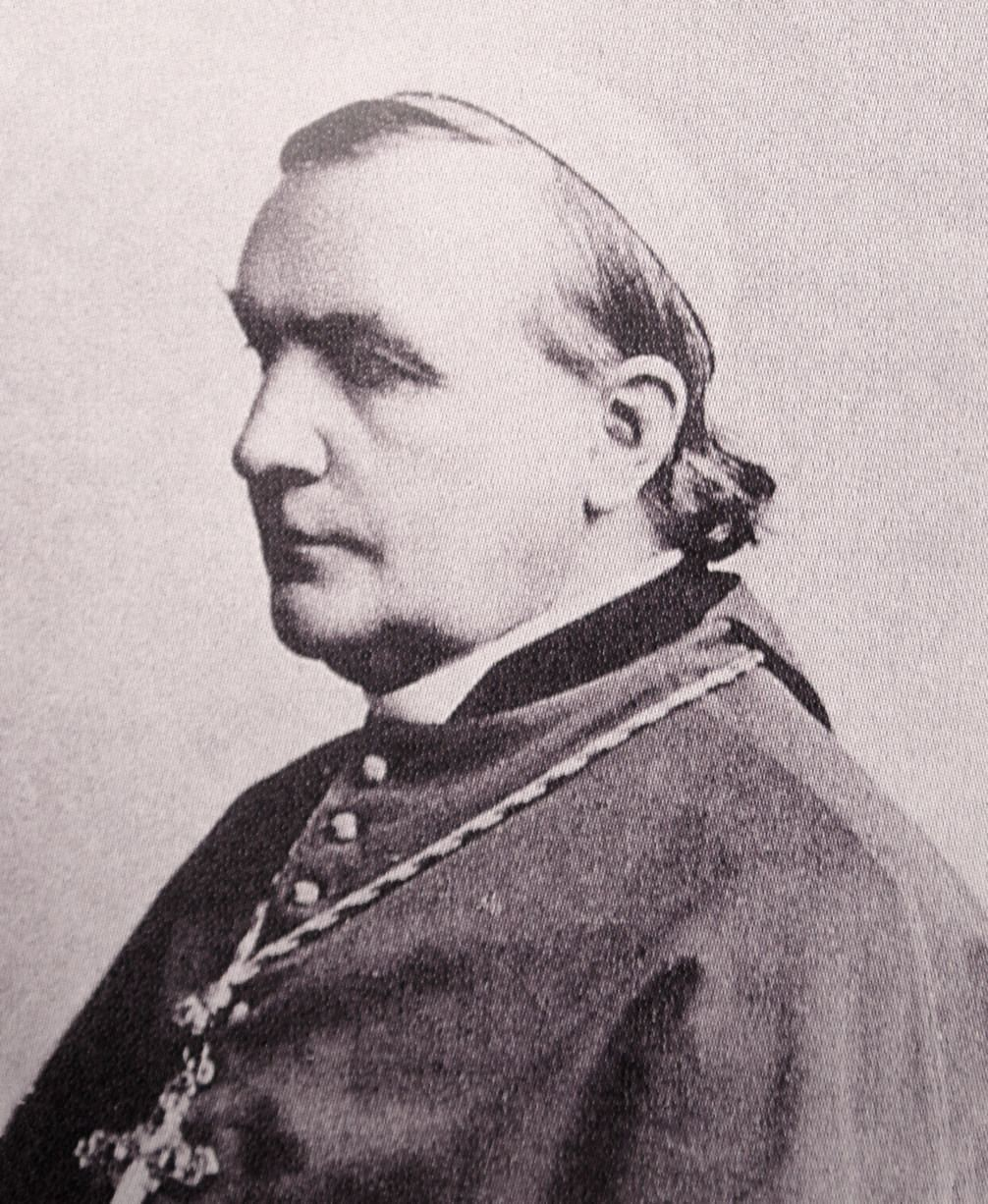
Le père Forcade des missions étrangères de Paris premier missionnaire chrétien du XIXe siècle au Japon, est nommé vicaire apostolique du Japon par le pape Grégoire XVI en 1846.

Après presque deux siècles d'un isolement strictement appliqué, divers contacts ont lieu à partir du milieu du XIXe siècle tandis que la France tente d'étendre son influence en Asie. Après la signature du traité de Nankin par la Grande-Bretagne en 1842, tant la France que les États-Unis essaient d'accroître leurs efforts en Orient.
Les premiers contacts se font avec le royaume de Ryūkyū (à Okinawa), vassal du domaine féodal de Satsuma depuis 1609. En 1844, une expédition navale française commandée par le capitaine Fornier-Duplan à bord de l'Alcmène arrive à Okinawa le 28 avril 1844. Le commerce est interdit mais le père Forcade reste dans la ville avec un traducteur chinois, nommé Auguste Ko. Forcade et Ko résident dans le temple d'Amiku, à Tomari (préfecture d'Okinawa, de nos jours un quartier de Naha), sous stricte surveillance, uniquement autorisés à apprendre la langue japonaise avec l'aide de moines. Après une période d'un an, le 1er mai 1846 le navire français Sabine, commandé par Guérin, arrive, bientôt suivi par la Victorieuse, commandée par Rigault de Genouilly et le Cléopâtre, sous les ordres de l'amiral Cécille. Ils apportent la nouvelle que le pape Grégoire XVI a nommé Forcade évêque de Samos et vicaire apostolique du Japon. Cécille offre, en vain, la protection du royaume de France contre l'expansionnisme britannique et obtient seulement que deux missionnaires restent sur place.
Forcade et Ko sont embarqués pour servir de traducteurs au Japon, tandis que le père Leturdu reste à Tomari, bientôt rejoint par le père Mathieu Adnet. Le 24 juillet 1846, l'amiral Cécille arrive à Nagasaki mais les négociations échouent et il se voit refuser le droit de débarquer tandis que le père Forcade ne met jamais le pied au Japon proprement dit. Le tribunal de Ryūkyū à Naha se plaint au début de 1847 au sujet de la présence des missionnaires français qui se retirent en 1848.
La France n'a pas d'autres contacts avec Okinawa pendant les sept années qui suivent jusqu'à ce qu'arrive la nouvelle que le commodore Perry a obtenu un accord avec l'archipel le 11 juillet 1854, à la suite de son traité avec le Japon (la convention de Kanagawa). Un croiseur français arrive à Shimoda au début de 1855 alors que l'USS Powhatan s'y trouve encore après la ratification du traité, mais il lui est refusé de prendre contact en l'absence d'un accord formel entre la France et le Japon. La France envoie alors une ambassade dirigée par le contre-amiral Cécille à bord de la Virginie afin d'obtenir des avantages similaires à ceux des autres puissances occidentales ; une convention est signée en ce sens par Guérin le 24 novembre 1855, toutefois jamais ratifiée.

### Contacts avec la partie continentale du Japon (1858)

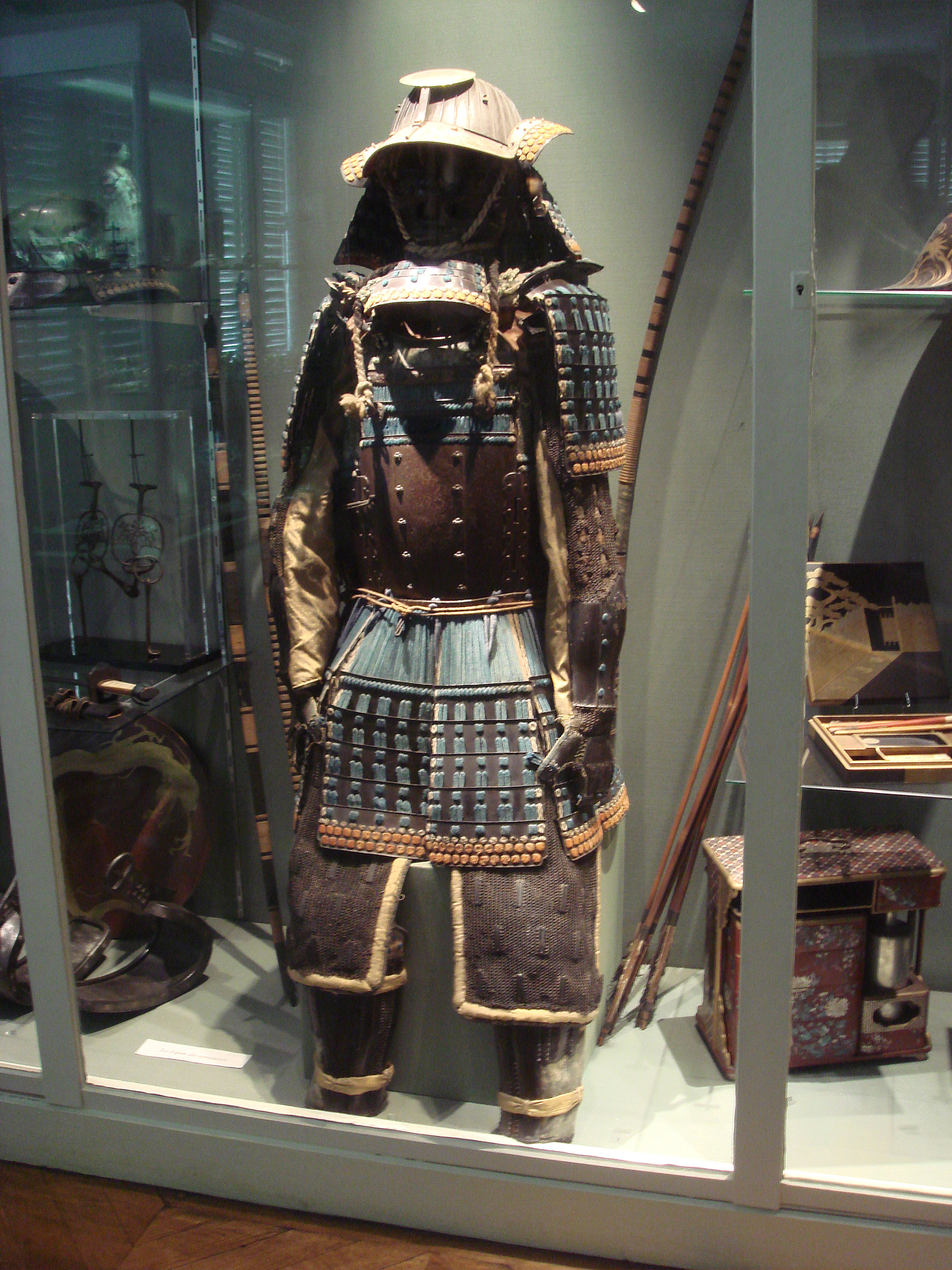
Objets japonais de la collection Chassiron, apportés en France par la première ambassade française, aujourd'hui au musée d'Orbigny Bernon, à La Rochelle.

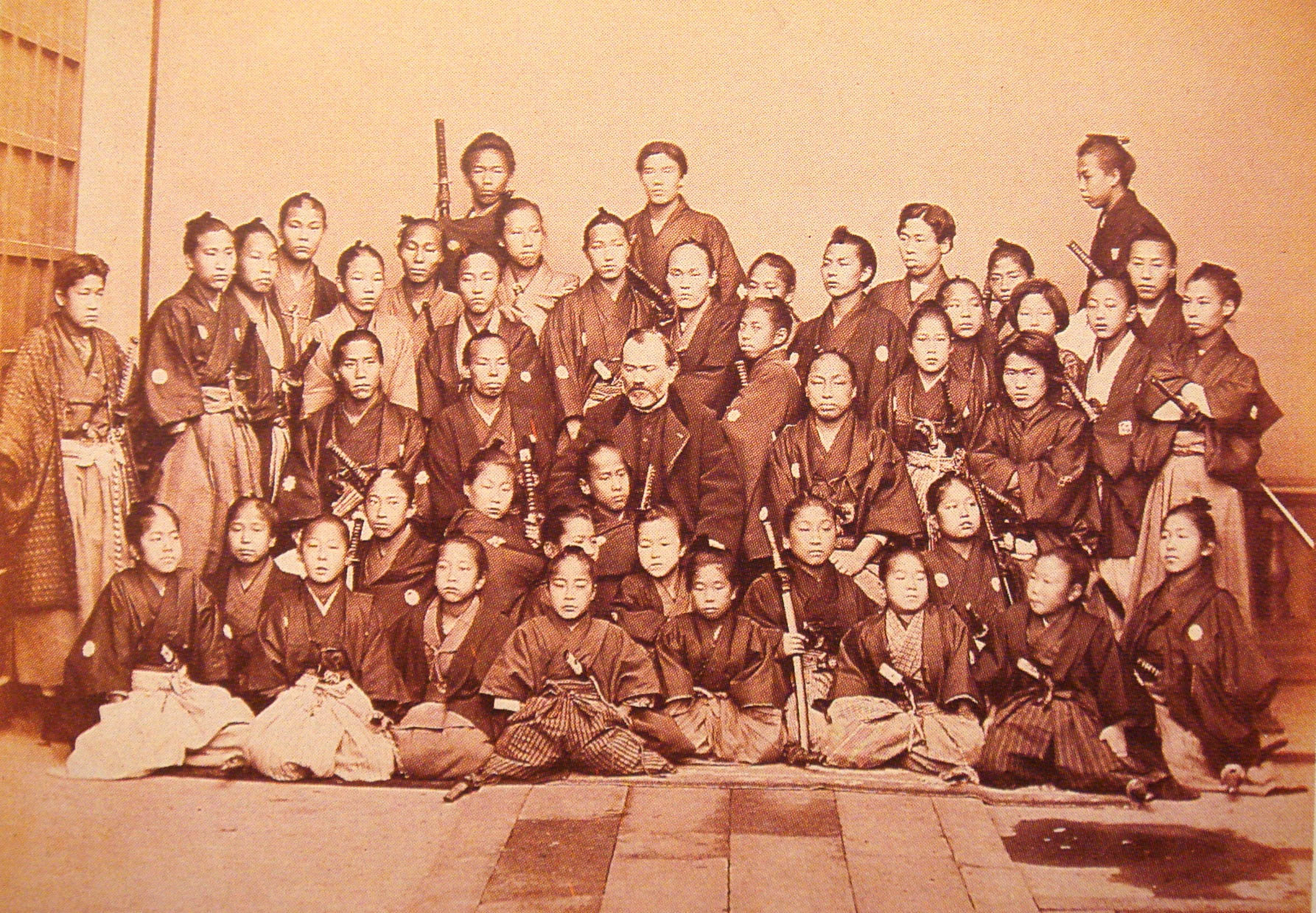
Léon Dury avec ses étudiants à Nagasaki (années 1860).

Au cours du XIXe siècle, de nombreuses tentatives pour rompre l'isolement sont entreprises par les puissances occidentales (sauf les Hollandais qui possèdent déjà un poste de commerce à Dejima) visant à ouvrir des relations commerciales et diplomatiques avec le Japon. La France fait une tentative de cet ordre en 1846 avec la visite de l'amiral Cécille à Nagasaki, mais le débarquement lui est interdit.
Un Français du nom de Charles Delprat est connu pour vivre à Nagasaki depuis environ 1853 comme licencié du commerce néerlandais. Il est en mesure de conseiller les premiers efforts diplomatiques français menés par le baron Gros au Japon. Il met vivement en garde contre le prosélytisme catholique et contribue à l'abandon de telles intentions parmi les diplomates français. Il présente également une image du Japon comme d'un pays qui a peu à apprendre de l'Occident : « En étudiant de près les coutumes, les institutions, les lois des Japonais, on conclut en se demandant si leur civilisation, tout à fait appropriée à leur pays, a quoi que ce soit à envier à la nôtre ou à celle des États-Unis. »
L'ouverture officielle des relations diplomatiques avec le Japon commence donc avec le commodore Perry en 1852-1854 quand l'Américain menace de bombarder Edo ou de mettre en place un blocus du pays. Il obtient la signature de la convention de Kanagawa le 31 mars 1854. Bientôt, la défaite chinoise de 1858 lors de la seconde guerre de l'opium fournit au gouvernement japonais un exemple concret de la force de l'Occident.
Le traité d'amitié et de commerce entre la France et le Japon, signé à Edo le 9 octobre 1858 par Jean-Baptiste Louis Gros, le commandant de l'expédition française en Chine, marque l'ouverture des relations diplomatiques entre les deux pays. Il est secondé par Charles de Chassiron et Alfred de Moges. En 1859, Gustave Duchesne de Bellecourt arrive et devient le premier représentant français au Japon,. Un consulat français est ouvert cette année-là au Saikai-ji, à Mita, Edo en même temps qu'un consulat américain est établi au Zenpuku-ji et un consulat britannique au Tōzen-ji.
Le premier dictionnaire trilingue japonais comprenant du français est écrit en 1854 par Murakami Eishun, et le premier grand dictionnaire franco-japonais est publié en 1864. La langue française est enseignée par Mermet de Cachon à Hakodate en 1859 ou par Léon Dury à Nagasaki entre 1863 à 1873. Léon Dury, qui est aussi consul français à Nagasaki, enseigne à environ 50 étudiants chaque année, parmi lesquels se trouvent de futurs politiciens tels que Inoue Kowashi ou Saionji Kinmochi.

### Développement des relations commerciales

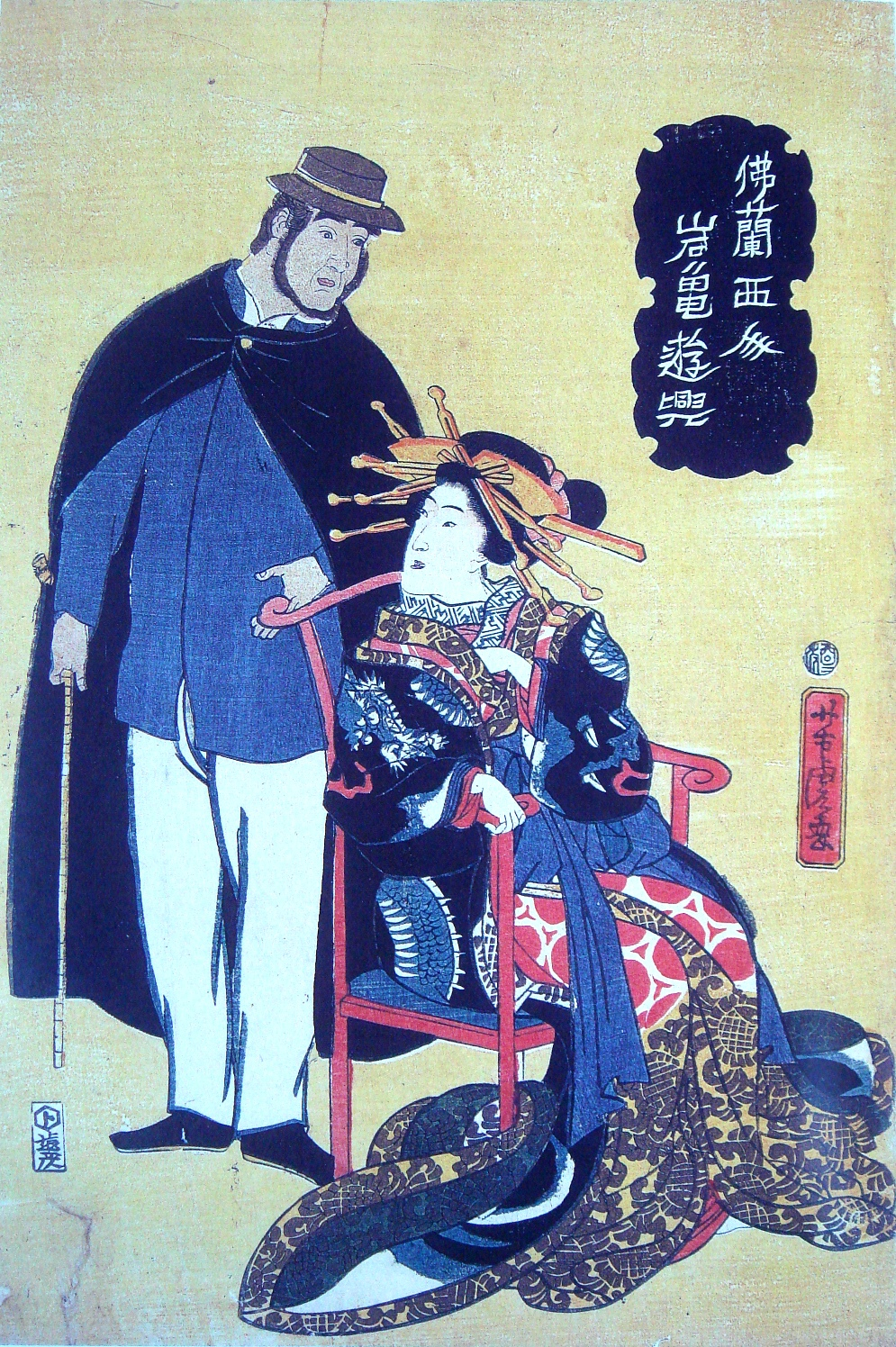
Un Français avec une geisha en 1861.

L'ouverture des contacts entre la France et le Japon coïncide avec une série de catastrophes sanitaires en Europe, car l'industrie de la soie, centrée sur la ville de Lyon et dans laquelle la France joue un rôle de premier plan, est dévastée par l'apparition de diverses pandémies du ver à soie en provenance d'Espagne : la « tacherie » ou « muscardine », la « pébrine » et la « flacherie ». À partir de 1855, la France est contrainte d'importer 61 % de ses soies brutes. Ce pourcentage s'élève à 84 % en 1860. Les vers à soie Antheraea yamamai du Japon, s’avèrent être les seuls capables de résister aux maladies européennes et sont donc importés en France. La soie grège japonaise s'avère également être de meilleure qualité sur le marché mondial.

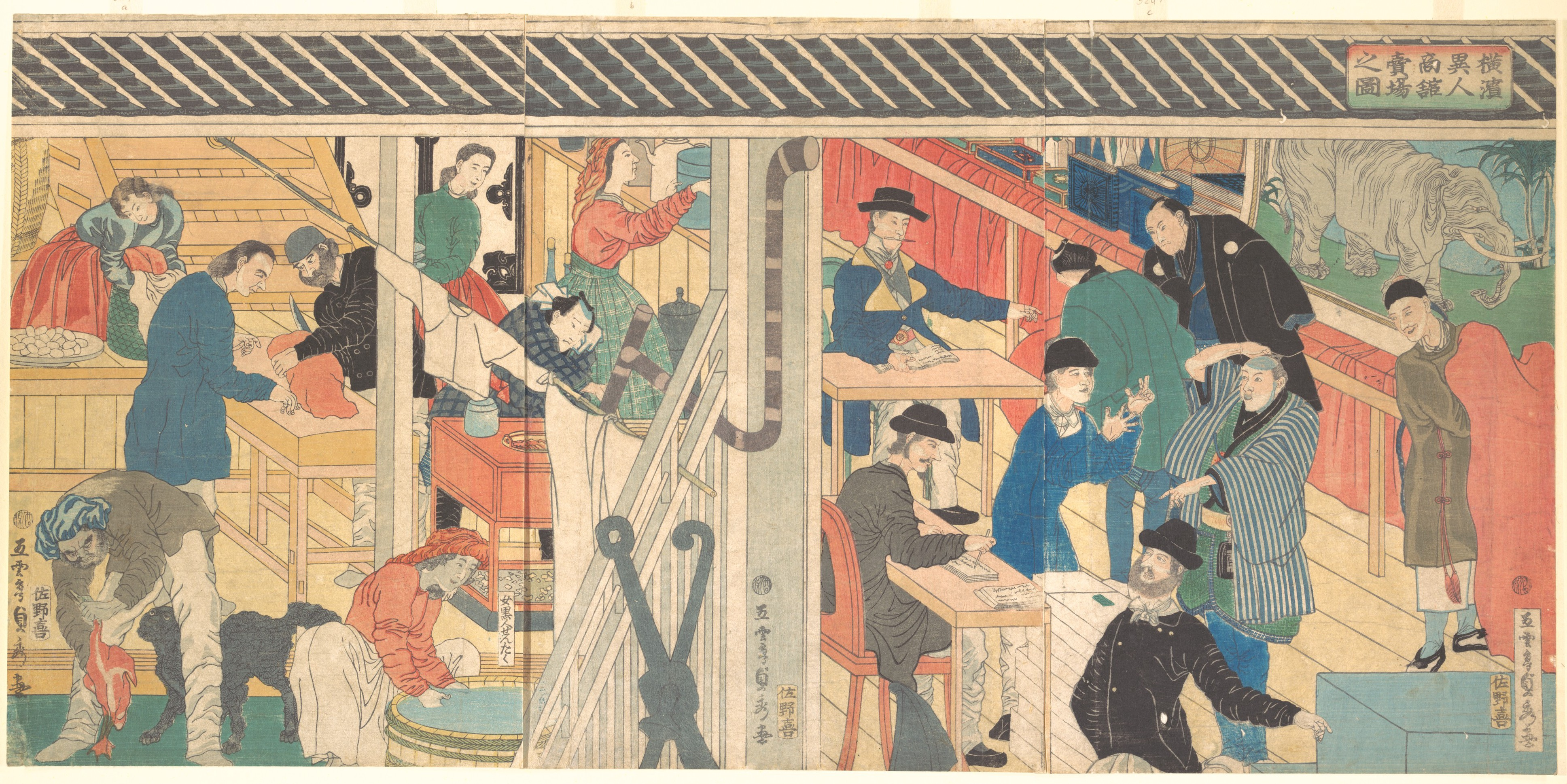
Une maison de commerce extérieur à Yokohama en 1861.

Les commerçants étrangers de soie commencent à s'installer dans le port de Yokohama, et le commerce de la soie se développe. En 1859, Louis Bourret, qui a déjà joué un rôle actif en Chine, établit à Yokohama une succursale pour le commerce de la soie. À partir de 1860, la présence de commerçants de soie de Lyon est attestée à Yokohama, d'où ils expédient immédiatement de la soie grège et des œufs de vers à soie en France. Pour ces premiers échanges, ils dépendent des transports britanniques et les expéditions transitent par Londres avant de rejoindre Lyon. En 1862, seuls huit Français sont installés à Yokohama, ce qui représente une maigre partie du contingent occidental.

### Ambassades japonaises en France (1862, 1863 et 1867)
Les Japonais répondent bientôt à ces contacts en envoyant leurs propres ambassades en France. Le shogun envoie la première ambassade japonaise en Europe, emmenée par Takenouchi Yasunori en 1862. Le rôle de la mission est d'en apprendre davantage sur la civilisation occidentale, de ratifier des traités et de retarder l'ouverture des villes et des ports au commerce étranger. Les négociations se déroulent en France, au Royaume-Uni, aux Pays-Bas, en Prusse et finalement en Russie. La mission dure près d'un an.
Une deuxième ambassade japonaise en Europe est envoyée en 1863, dans un effort diplomatique minimal après les incidents de l'édit connu sous le nom d'ordre d'expulser les barbares (攘夷実行の勅命) de l'empereur Kōmei et du bombardement de Shimonoseki, alors qu'existe une volonté de refermer le pays à l'influence occidentale et de revenir à l'état du sakoku. La mission négocie en vain pour obtenir l'accord français à la fermeture au commerce extérieur du port de Yokohama.
Le Japon participe également à l'Exposition universelle de 1867 de Paris où il possède son propre pavillon. La manifestation suscite un intérêt considérable au Japon et permet à de nombreux visiteurs occidentaux d'entrer en contact avec l'art et les techniques des Japonais. De nombreux représentants japonais visitent l'exposition, dont un membre de la maison du shogun, son jeune frère Tokugawa Akitake. La région du sud de Satsuma (un adversaire régulier du bakufu) envoie également une représentation à l'exposition universelle en tant que suzerain du royaume de Naha dans les îles Ryūkyū. La mission Satsuma est composée de 20 émissaires, parmi lesquels 14 étudiants qui participent à l'événement et négocient également l'achat d'armes et de métiers à tisser mécaniques.

## Principaux échanges à la fin du shogunat (1864–1867)
La France décide de renforcer et de formaliser ses liens avec le Japon en envoyant son deuxième représentant, Léon Roches, au Japon en 1864. Roches, lui-même originaire de la région de Lyon, est donc très bien informé des questions relatives à l'industrie de la soie, et contribue à renforcer l'assistance militaire de la France auprès du shogunat, plus que tout autre pays occidental grâce à son dynamisme et à la proximité inédite qu'il établit avec le shogunat,.
De son côté, le shogunat souhaite s'engager dans un vaste programme de développement industriel dans de nombreux domaines, et afin de financer cette ambition, il s'appuie sur les exportations de soie et la valorisation des ressources locales telles que l'exploitation minière (fer, charbon, cuivre, argent, or).
Très vite, les relations se développent à un rythme soutenu. Le shogunat japonais, souhaitant obtenir l'expertise étrangère dans le transport maritime, obtient l'envoi de l'ingénieur français Léonce Verny pour construire l'arsenal de Yokosuka, premier arsenal moderne du Japon. Verny arrive au Japon en novembre 1864. En juin 1865, la France livre 15 canons au shogunat. Verny travaille avec Shibata Takenaka qui a visité la France en 1865 pour préparer la construction de l'arsenal de Yokosuka (pour les machines) et organiser une mission militaire française au Japon. Au total, environ 100 ouvriers français et ingénieurs travaillent au Japon pour établir ces premières usines industrielles, ainsi que des phares, des usines de briques et des systèmes de transport d'eau. Ces établissements aident le Japon à acquérir sa première connaissance de l'industrie moderne.
Dans le domaine de l'éducation, une école pour former des ingénieurs est créée à Yokosuka par Verny et un collège franco-japonais est créé à Yokohama en 1865.
Comme le shogunat est confronté au mécontentement dans les régions du sud du pays et que les navires étrangers sont la cible de tirs d'armes à feu en violation des traités, la France participe à des interventions navales alliées telle que le bombardement de Shimonoseki en 1864 (neuf navires de guerre britanniques, trois français, quatre néerlandais et un américain).
À la suite de la nouvelle convention fiscale entre les puissances occidentales et le shogunat en 1866, la Grande-Bretagne, la France, les États-Unis et les Pays-Bas saisissent l'occasion d'établir une forte présence au Japon par la mise en place de véritables ambassades à Yokohama. La France construit une grande ambassade de style colonial au nord de la rue Naka-dōri,.

### Missions militaires et collaboration durant la guerre de Boshin

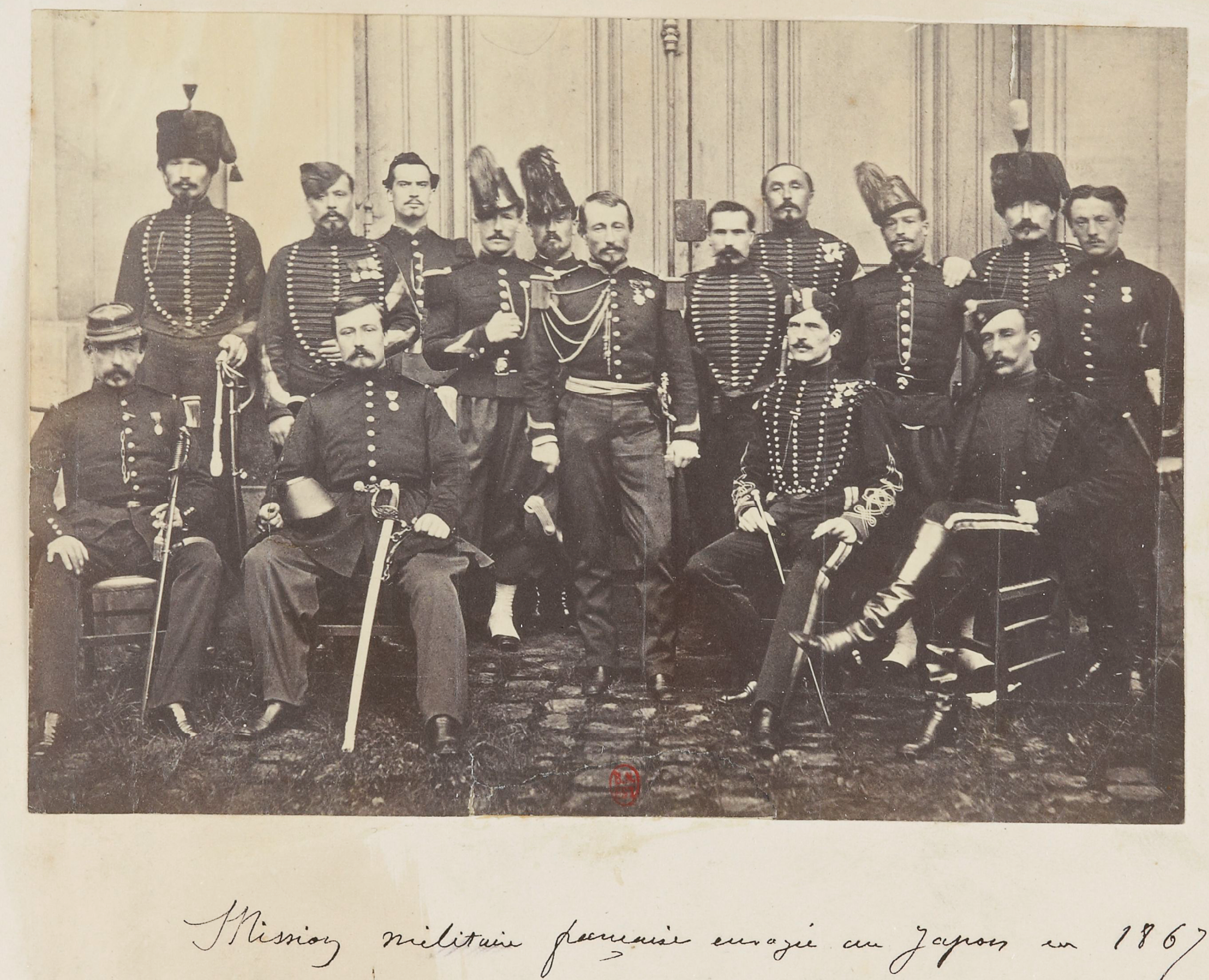
La première mission militaire française au Japon en 1867. Jules Brunet au premier rang, deuxième à droite.

Le gouvernement du bakufu japonais, contesté à l'intérieur par des factions qui veulent l'expulsion des puissances étrangères et la restauration de la domination impériale, souhaite également développer des compétences militaires dès que possible. L'armée française joue alors un rôle central dans la modernisation militaire du Japon,.
Les négociations avec Napoléon III commencent par l'intermédiaire de Shibata Takenaka dès 1865. En 1867, la première mission militaire française au Japon arrive à Yokohama avec le capitaine Jules Brunet dans ses rangs. La mission militaire s'engage dans un programme de formation visant à moderniser les armées du shogunat, jusqu'à ce qu'éclate la guerre de Boshin un an plus tard qui amène à une guerre civile à grande échelle entre le shogunat et les forces pro-impériales. À la fin de 1867, la mission française a formé un total de 10 000 hommes, bénévoles et recrues, organisés en sept régiments d'infanterie, un bataillon de cavalerie et quatre bataillons d'artillerie. Il existe une photographie bien connue du shogun Tokugawa Yoshinobu en uniforme français, prise au cours de cette période.

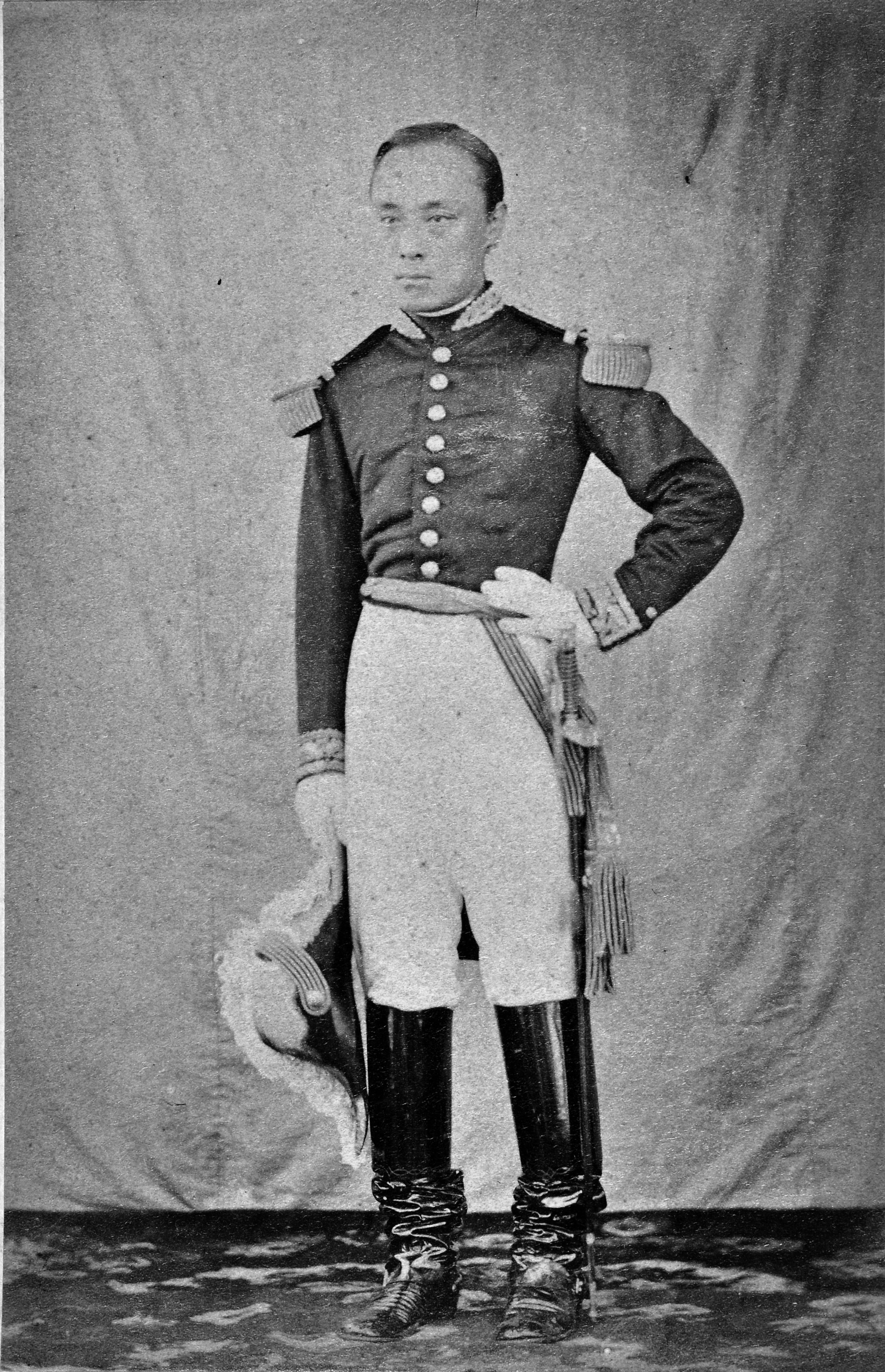
Le shogun Tokugawa Yoshinobu en uniforme militaire français, c.1867.

Les puissances étrangères conviennent d'adopter une position neutre pendant la guerre de Boshin, mais une grande partie de la mission française démissionne et rejoint les forces qu'elle a formées pour le shogun dans son conflit contre les forces impériales. Les troupes françaises deviennent la cible de ces dernières, conduisant à l'incident de Kobe du 11 janvier 1868 au cours duquel une bagarre éclate à Akashi entre 450 samouraïs du domaine d'Okayama et des marins français, ce qui entraîne l'occupation du centre de Kobe par des troupes étrangères. Par ailleurs, toujours en 1868, onze marins français de la corvette Dupleix sont tués lors de l'incident de Sakai, à Sakai, près d'Osaka, par les forces rebelles du sud.

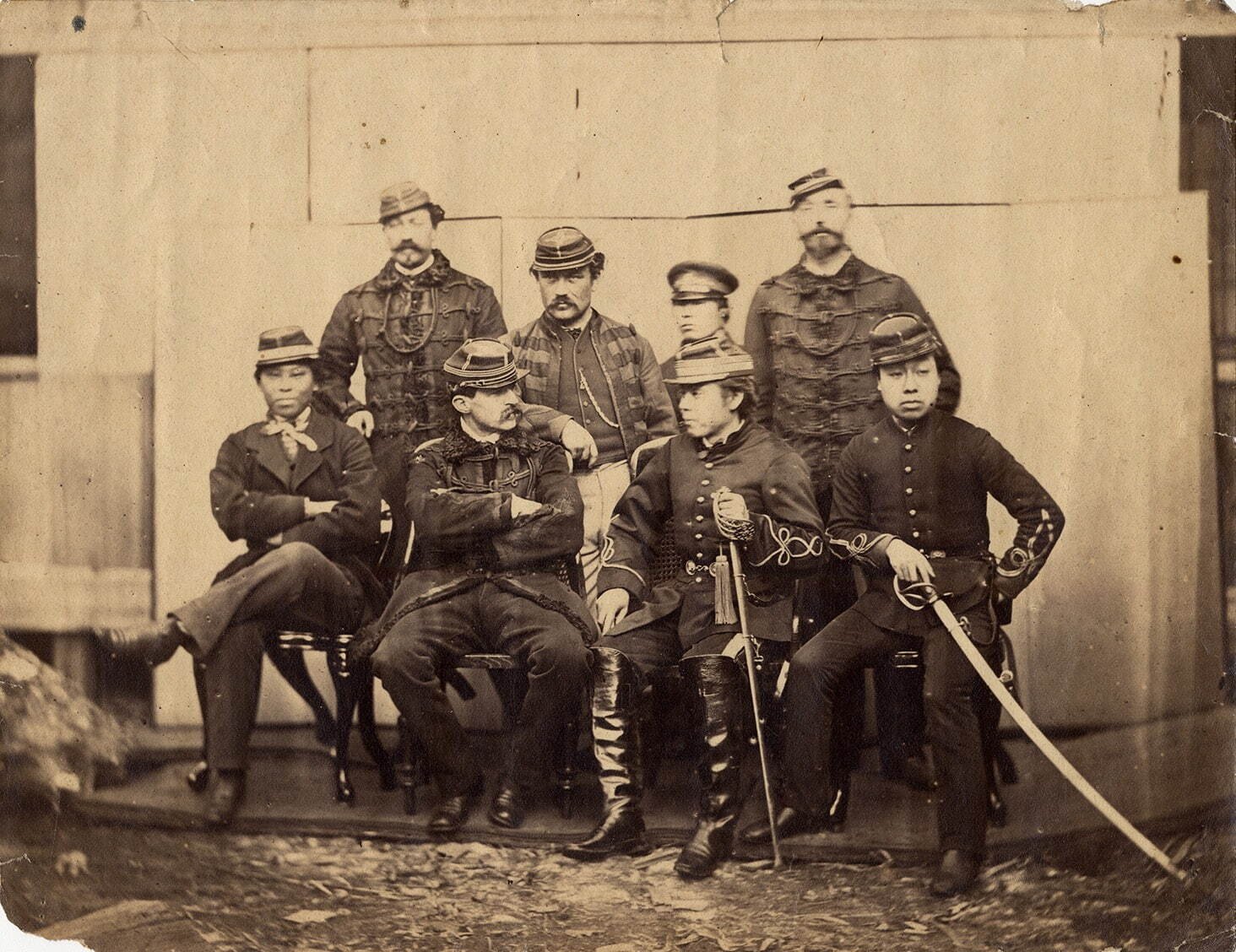
Les conseillers militaires français et leurs alliés japonais à Hokkaidō.
Second rang : Cazeneuve, Marlin, Fukushima Tokinosuke, Fortant.
Premier rang : Hosoya Yasutaro, Jules Brunet, Matsudaira Tarō (vice-président de la république d'Ezo), Tajima Kintaro.

Jules Brunet devient le chef de l'effort militaire du shogunat, réorganise ses moyens défensifs et l'accompagne à Hokkaidō jusqu'à la défaite finale. Après la chute d'Edo, Jules Brunet fuit vers le nord avec Enomoto Takeaki, le chef de la marine du shogunat japonais, et aide à mettre en place l'éphémère république d'Ezo, avec Enomoto Takeaki comme président, seule république qu'ait jamais connue le Japon. Il participe aussi à l'organisation de la défense d'Hokkaidō durant la bataille de Hakodate. Les troupes sont structurées sous une direction hybride franco-japonaise, avec Ōtori Keisuke en tant que commandant en chef et Jules Brunet à titre de commandant en second. Chacune des quatre brigades est commandée par un officier français (Fortant, Marlin, Cazeneuve, Bouffier), avec huit commandants japonais comme commandant en second de chaque demi-brigade.
D'autres officiers français, tel Eugène Collache de la marine française, ont même combattu aux côtés du shogun en tenue de samouraï. Ces événements, impliquant des officiers français plutôt que des Américains, ont néanmoins été une source d'inspiration pour la représentation d'un héros américain dans le film Le Dernier Samouraï,.

#### Armement

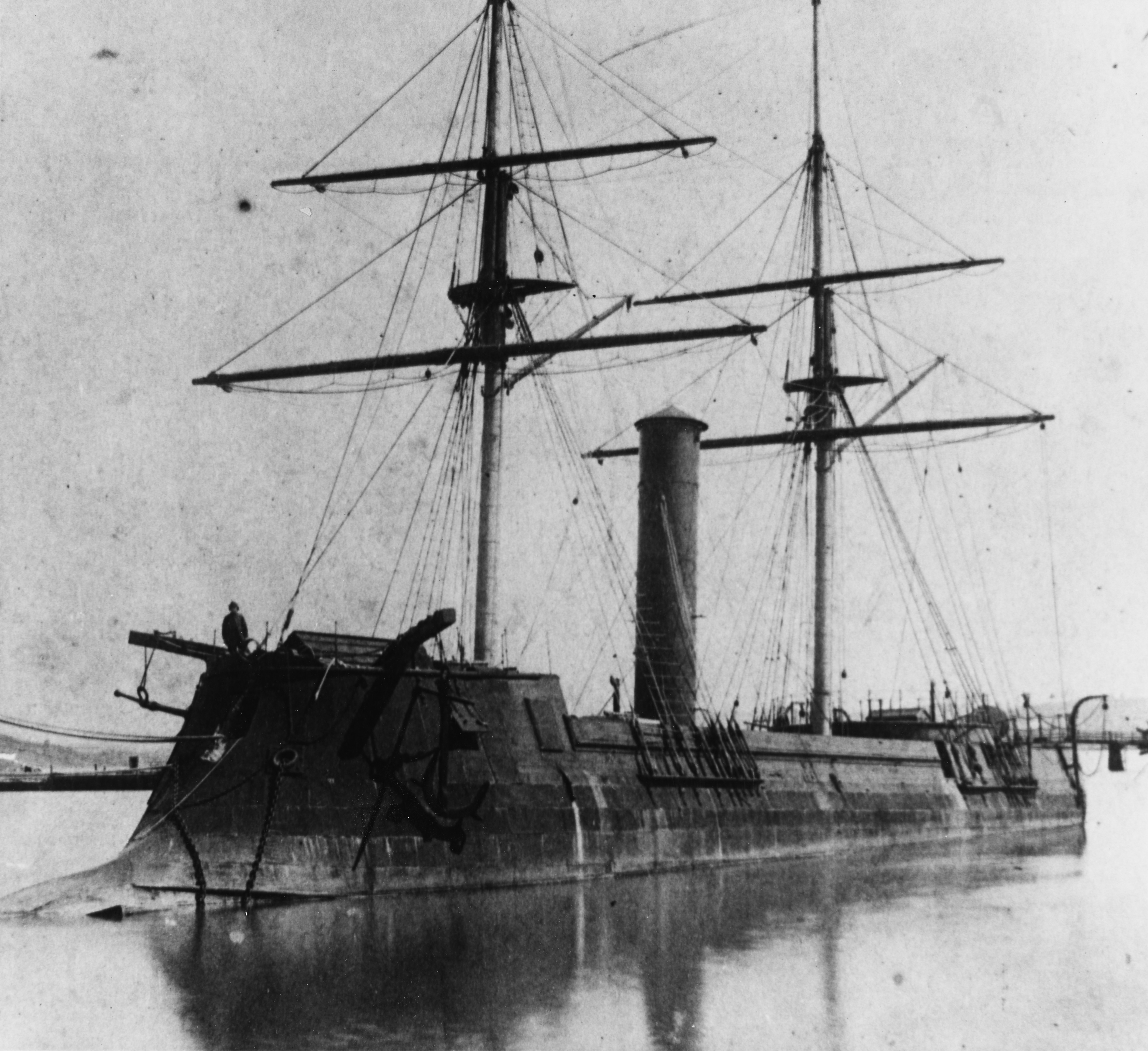
Le cuirassé Kōtetsu de fabrication française, premier cuirassé japonais.

L'armement français joue également un rôle clé dans le conflit. Les fusils Minié sont vendus en grandes quantités. La mission française apporte avec elle 200 caisses de matériel dont divers modèles de pièces d'artillerie, ainsi que 25 pur-sang arabes qui sont donnés au Shogun comme cadeau de la part de Napoléon III.
Le cuirassé à coque en fer Kōtetsu de fabrication française, acheté à l'origine par le shogunat aux États-Unis, mais suspendu à la livraison lorsque commence la guerre de Boshin à cause de la neutralité officielle des puissances étrangères, devient le premier navire de guerre cuirassé de la marine impériale japonaise lorsque l'empereur Meiji est restauré, et joue un rôle décisif dans la bataille de la baie de Hakodate en mai 1869, qui marque la fin de la guerre de Boshin et la mise en place complète de la restauration de Meiji.

### Collaboration avec Satsuma
En 1867, la principauté méridionale de Satsuma, ennemie à présent déclarée du bakufu, invite également les techniciens français, comme l'ingénieur des mines François Coignet. Coignet deviendra plus tard le directeur du bureau des mines d'Osaka.

## Collaboration durant l'ère Meiji (1868–1912)
En dépit de son soutien au shogunat, le perdant de la guerre de Boshin, la France continue à jouer un rôle clé dans l'introduction des technologies modernes au Japon, même après la restauration de Meiji de 1868, s'étendant au-delà du développement économique ou du domaine militaire.
Les résidents français comme Ludovic Savatier (qui vit au Japon de 1867 à 1871, et de nouveau de 1873 à 1876 en tant que médecin de Marine basé à Yokosuka) ont pu assister à l'accélération considérable dans la modernisation du Japon à partir de cette époque :

« Vous ne pouvez pas imaginer les transformations qu'a traversées le Japon au cours des deux dernières années. Ce peuple avance plus vite que nous ne l'avons fait au cours des 200 dernières années ! D'ici 20 ans, il y aura plus de raisons d'être fiers d'être Japonais que d'être Européen. C'est tout simplement incroyable ! »

— Ludovic Savatier, « Lettres », 25 décembre 1871
La mission Iwakura visite la France du 16 décembre 1872 au 17 février 1873 et rencontre le président Thiers ; elle visite également plusieurs usines et prend un grand intérêt dans les différents systèmes et techniques employés. Chōmin Nakae, membre de la mission et ministre japonais de la Justice, reste en France pour étudier le système juridique français avec le républicain radical Émile Acollas. Plus tard, il devient journaliste, intellectuel et traducteur et introduit des penseurs français comme Jean-Jacques Rousseau au Japon.
De façon générale, le Japon se modernise en piochant dans les modèles occidentaux : le Royaume-Uni pour l'industrie et le commerce, l'Allemagne dans le domaine militaire après 1871, les États-Unis pour l'agriculture et enfin la France pour l'éducation, le droit et la police centralisée.

### Commerce
Alors que le commerce entre les deux pays se développe, la France devient le premier importateur de soie japonaise, absorbant plus de 50 % de la production japonaise de soie grège entre 1865 à 1885. La soie reste au centre des relations économiques franco-japonaises jusqu'à la Première Guerre mondiale. En 1875, Lyon est devenu le centre mondial de la transformation de la soie et Yokohama le centre pour la fourniture de la matière première. Vers 1870, le Japon produit environ 8 000 tonnes de soie, dont la moitié est absorbée à Lyon, et 13 000 tonnes en 1910, la France devenant ainsi le premier producteur mondial de soie, bien que les États-Unis l'aient dépassé comme premier importateur de soie japonaise vers 1885. Les exportations de soie permettent au Japon d'accumuler des devises pour acheter des biens et des techniques étrangères.

### Techniques et droit
En 1870, Henri Pelegrin est invité à diriger la construction du premier système d'éclairage au gaz du Japon dans les rues de Nihonbashi, Ginza et Yokohama. En 1872, Paul Brunat ouvre la première usine japonaise moderne à filer la soie à Tomioka. Trois artisans du quartier de tissage Nishijin à Kyoto, Sakura Tsuneshichi, Inoue Ihee et Yoshida Chushichi, se rendent à Lyon ; ils rentrent au Japon en 1873 avec un métier Jacquard. La ville de Tomioka devient la première usine de dévidage de soie à grande échelle du Japon et un exemple pour l'industrialisation du pays.

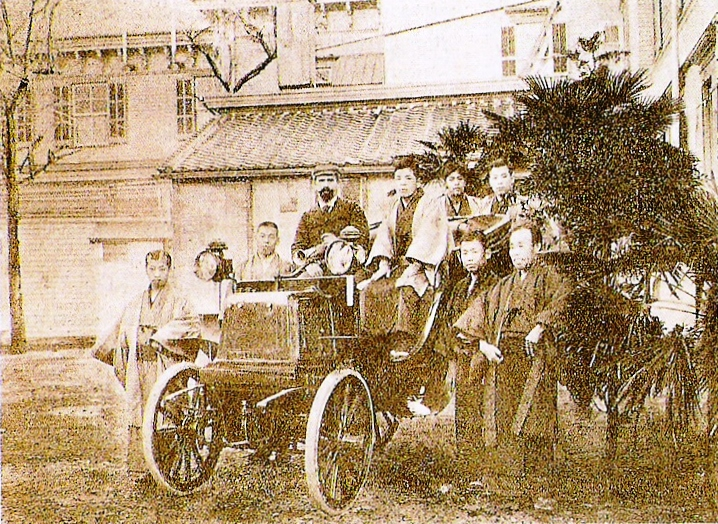
La première automobile introduite au Japon, une Panhard-Levassor, en 1898.

La France bénéficie également d'une excellente réputation pour la qualité de son système juridique qui sert d'exemple pour établir le code juridique du pays. La réforme des institutions judiciaires commence dès 1870 sous le gouvernement de l'empereur Meiji. Une école de droit est fondée où, le premier, George Bousquet un juriste français viendra enseigner de 1871 à 1876. Lorsqu'en 1873 le gouvernement japonais veut engager un conseiller juridique chargé de la préparation des nouveaux codes, le juriste Gustave Émile Boissonade est choisi parmi de nombreux candidats. Il reste 22 ans au Japon pour aider à construire un système juridique moderne. Il se consacre à la rédaction d'un Code civil, d'un Code pénal et d'un Code de procédure criminelle dans un pays où n'existait qu'un droit coutumier. De 1875 à 1879, il rédige en français le code pénal et le code de procédure criminelle, qui seront promulgués, après traduction en japonais et discussion au Sénat.
Le Japon participe à l'Exposition universelle de 1878 à Paris. Chaque fois que la France est considérée comme ayant un savoir-faire spécifique, ses techniques sont importées. En guise d'exemples, les premiers tramways sont introduits en provenance de France en 1882 et commencent à circuler à Asakusa et entre Shinbashi et Ueno (Tokyo), tandis qu'en 1898, la première voiture est introduite au Japon, une Panhard-Levassor française.

### Collaboration militaire
En dépit de la défaite française à l'issue de la guerre franco-allemande de 1870, la France est toujours considérée comme un exemple dans le domaine militaire et sert de modèle pour le développement de l'Armée impériale japonaise, bien que le Japon adopte plus globalement le modèle militaire allemand dans les années 1870 sous l'impulsion de Yamagata Aritomo,. Dès 1872, une deuxième mission militaire française au Japon (1872–1880) est invitée, avec pour objectif l'organisation de l'armée et l'établissement d'un système d'enseignement militaire. La mission établit l'académie militaire Ichigaya (市ヶ谷陸軍士官校), construite en 1874, sur les terrains de l'actuel ministère japonais de la Défense. En 1877, l'Armée impériale japonaise modernisée défait la rébellion de Satsuma menée par Saigō Takamori.
Une troisième mission militaire française au Japon (1884-1889) composée de cinq hommes arrive en 1884, mais les Japonais invitent également certains officiers allemands pour la formation de l'État-major de 1886 à 1889 (la mission Meckel), bien que la formation du reste des officiers demeure sous l'autorité de la mission française. Après 1894, le Japon ne fait appel à aucun instructeur militaire étranger, jusqu'en 1918 lorsque le pays accueille la quatrième mission militaire française au Japon (1918-1919), avec pour objectif d'acquérir des technologies et des techniques dans le domaine en plein essor de l'aviation militaire.

### Formation de la marine impériale japonaise

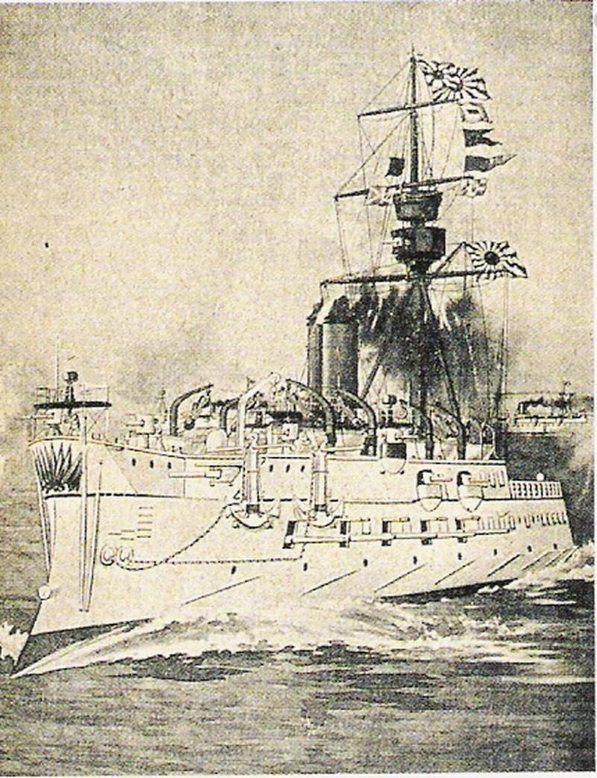
Le cuirassé Matsushima conçu par Bertin et de fabrication française, fleuron de la marine japonaise jusqu'au conflit sino-japonais.

Émile Bertin, le principal ingénieur de la marine française est invité au Japon pour quatre ans (de 1886 à 1890) afin de renforcer la marine impériale japonaise. Émile Bertin désigne les emplacements, crée et dirige la construction des arsenaux de Kure et de Sasebo. Pour la première fois, avec l'aide française, les Japonais parviennent à construire une flotte complète, dont certains éléments sont construits au Japon et d'autres en France et dans quelques autres pays européens. Les trois croiseurs conçus par Émile Bertin (les croiseurs japonais Matsushima, Itsukushima et Hashidate) sont équipés de canons Canet de 320 mm, arme extrêmement puissante pour l'époque. Ces efforts contribuent à la victoire japonaise à l'issue de la guerre sino-japonaise (1894-1895).
Cette période permet également au Japon « d'adopter les nouvelles techniques révolutionnaires que sont les torpilles, les torpilleurs et les mines dont les Français de l'époque sont probablement les meilleurs fabricants au monde ».

### Fin du siècle et impérialisme japonais
La fin du XIXe siècle, entre 1885 et 1895, est marquée par le conservatisme et le nationalisme au Japon, et voit un certain déclin de l'influence française. De nombreuses voix s'élèvent pour dénoncer les traités inéquitables imposés par les Occidentaux à la fin du shogunat Tokugawa, le Japon cherchant à obtenir un statut égal aux grandes puissances occidentales et devant pour cela moderniser ses institutions et son armée. L'archipel reprend des éléments de tous les pays occidentaux, mais plus particulièrement du modèle allemand à la fin du siècle, jugé plus proche de leurs idéaux par les conservateurs,. Ainsi, le projet de Code civil basé sur celui de la France est contesté par ces derniers dans les années 1890.
L'archipel cherche également à la fin du siècle à s'imposer en Asie de l'Est, comme en témoigne la guerre sino-japonaise (1894-1895). Avec la victoire du Japon, le gouvernement français s'inquiète pour la première fois des intentions de l'archipel pour sa colonie en Indochine, et la Russie, l'Allemagne et la France s'entendent pour obtenir du Japon la rétrocession de la péninsule du Liaodong à la Chine. L'Alliance anglo-japonaise (1902), la victoire japonaise dans la guerre russo-japonaise (1904-1905) et la colonisation de Taïwan (à partir de 1895) puis de la Corée (à partir de 1905) témoignent de l'entrée du Japon parmi les puissances impérialistes modernes, sur le modèle des États occidentaux,.
Les relations entre la France et les Japon au début du XXe siècle continuent, notamment avec la signature du traité franco-japonais de 1907.

## Influences japonaises sur la France

### Technique de la soie

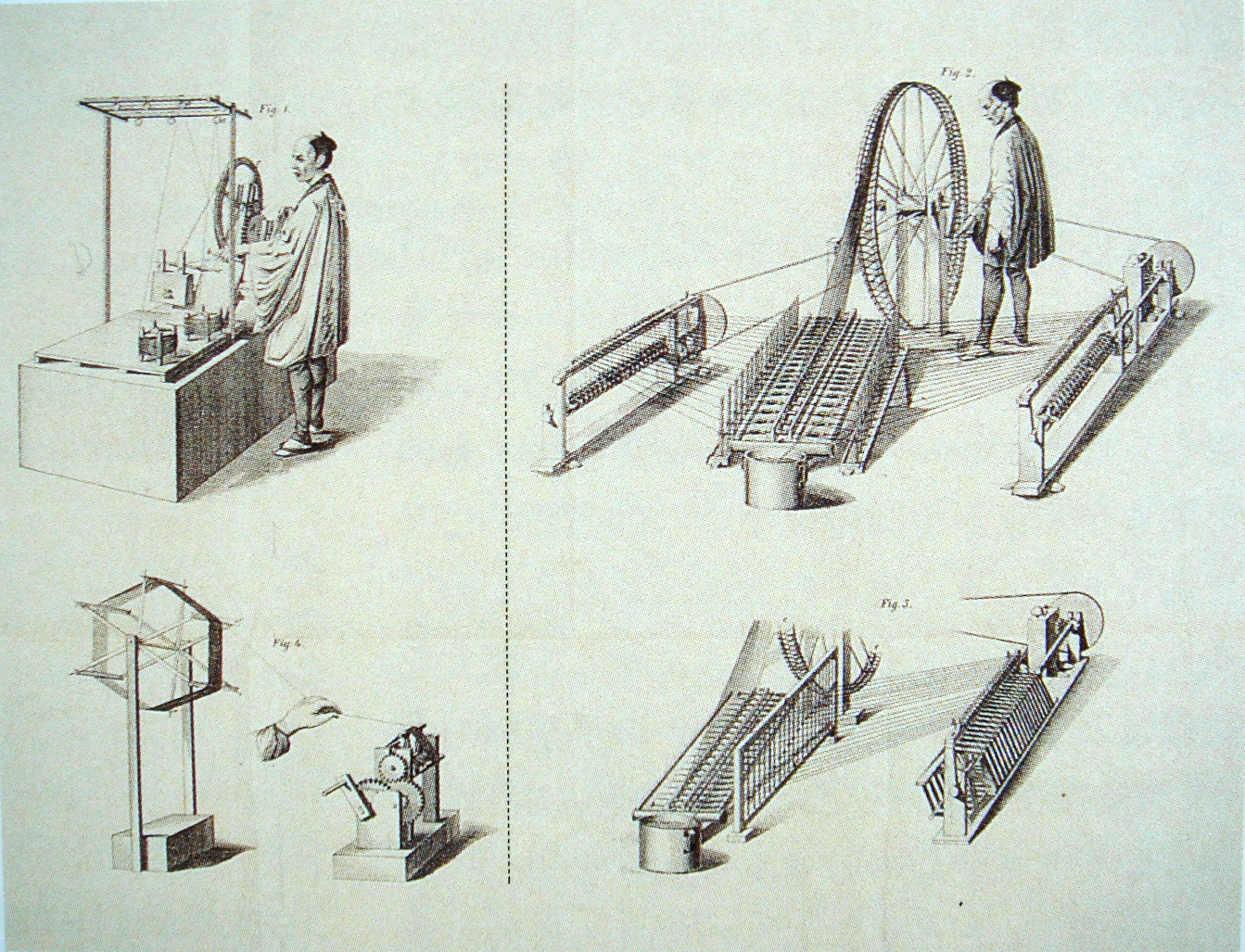
Techniques de la soie au Japon. Dans La sériciculture, le commerce des soies et des graines et l'industrie de la soie au Japon, Ernest de Bavier, 1874.

Dans un rare exemple de « rangaku inversé » (c'est-à-dire la science du Japon isolationniste qui fait école en Occident), un traité de 1803 sur l'élevage des vers à soie et la fabrication de la soie, les Notes secrètes sur la sériciculture (養蚕秘録, Yōsan Hiroku) est apporté en Europe par Philipp Franz von Siebold et traduit en français et en italien en 1848, contribuant au développement de l'industrie de la soie en Europe.
En 1868, Léon de Rosny publie une traduction d'un ouvrage japonais sur les vers à soie : « Traité sur l'élevage des vers à soie au Japon ». En 1874, Ernest de Bavier publie une étude détaillée sur l'industrie de la soie au Japon (« La sériciculture, le commerce des soies et des graines et l'industrie de la soie au Japon », 1874).
Au XIXe siècle, la France dispose de plusieurs zones d'approvisionnement de la soie et le Japon n'a pas encore la primauté qu'il obtiendra vers 1910.

### Culture et littérature
À la fin du XIXe siècle, après les deux Expositions universelles de Paris en 1867 et 1878, le grand public en Europe et tout particulièrement en France connaît un engouement incroyable pour l'esthétique et les arts japonais ainsi que la découverte de ce pays : ce mouvement est nommé « japonisme », tant en art qu'en littérature,,. En même temps que le Japon s'ouvre à l'influence occidentale, de nombreux voyageurs occidentaux visitent le pays et prennent un grand intérêt pour les arts et la culture. Parmi eux, Émile Guimet visite le Japon en cette fin du XIXe siècle et écrit de nombreux textes sur les cultures asiatiques et celle du Japon en particulier, et créé le musée Guimet à son retour. D'autres voyageurs s'essayent également à synthétiser leurs vues et les écrits des explorateurs du XIXe siècle sur le Japon, tel Alfred de Moges.
En littérature et en poésie, les auteurs français du XIXe ressentent le besoin de rompre avec un certain classicisme et se tournent entre autres vers l'orientalisme, puis le japonisme. Concernant le Japon, il ne s'agissait pas tant d'en reprendre les thèmes que de s'inspirer d'une sensibilité et d'une esthétique nouvelle ; parmi ces auteurs figurent notamment Charles Baudelaire, Stéphane Mallarmé et Victor Hugo,. D'autres écrivains évoquent les arts et l'esprit japonais dans leurs écrits, tels Marcel Proust, Edmond de Goncourt et Émile Zola,. L'écrivain Pierre Loti écrit un de ses romans les plus célèbres, Madame Chrysanthème (1887), en prenant pour sujet sa rencontre avec une jeune femme japonaise pendant un mois, livre précurseur de Madame Butterfly et Miss Saigon et œuvre qui est une combinaison du récit et du carnet de voyage,.

### Arts
L'art japonais exerce une influence considérable sur l'art français et l'art occidental en général au cours du XIXe siècle. À partir des années 1860, l'ukiyo-e et les impressions sur bois japonaises, deviennent une source d'inspiration pour de nombreux peintres impressionnistes et postimpressionnistes en France et en Europe en général,, puis le japonisme influe à son tour sur l'Art nouveau et le cubisme. Les artistes sont particulièrement impressionnés par l'absence de perspective et d'ombre, les aplats de couleurs brillantes à l'aspect décoratif, la liberté de composition qui place le sujet en dehors du centre, avec la plupart du temps de faibles axes diagonaux à l'arrière-plan pour suggérer la profondeur. Parmi les exemples les plus connus de peintures japonistes figurent les Japonaiseries de Vincent van Gogh, dont ses copies issues de deux estampes des Cent vues d'Edo de Hiroshige.

« Il suffit de regarder la peinture pour observer des signes indéniables de cette influence dans l'école des impressionnistes. Quelques-uns des principaux acteurs de cette école, comme Degas et Monet, doivent beaucoup, ils le reconnaissent eux-mêmes, à l'enseignement de l'art japonais, en particulier aux remarquables gravures de Hokusai et Hiroshige. »

— Louis Gonse, « L'Art japonais et son influence sur le goût européen »
Après l'Exposition universelle de 1878, Louis Gonse publie en 1883 la première monographie en français sur l'art japonais, et Samuel Bing édite de 1888 à 1991 une revue sur le sujet, intitulée Le Japon artistique (également publiée en anglais et allemand).
Des influences inverses, c'est-à-dire des arts occidentaux vers les arts japonais, existent également après la restauration de Meiji, de jeunes artistes japonais étudiant auprès de peintres européens les techniques picturales occidentales, notamment en Italie et à Paris (notamment Hōsui Yamamoto et Kuroda Seiki). Cette peinture japonaise très fortement inspirée de la peinture occidentale se nomme yō-ga, mais n'est guère réputée de nos jours,.